# Kecamatan Rote Timur
Kecamatan Rote Timur är ett distrikt i Indonesien.   Det ligger i provinsen Nusa Tenggara Timur, i den sydöstra delen av landet, 1 900 km öster om huvudstaden Jakarta. Kecamatan Rote Timur ligger på ön Pulau Roti. Det ligger vid sjön Dano Oemasapoka.